# مسحوق

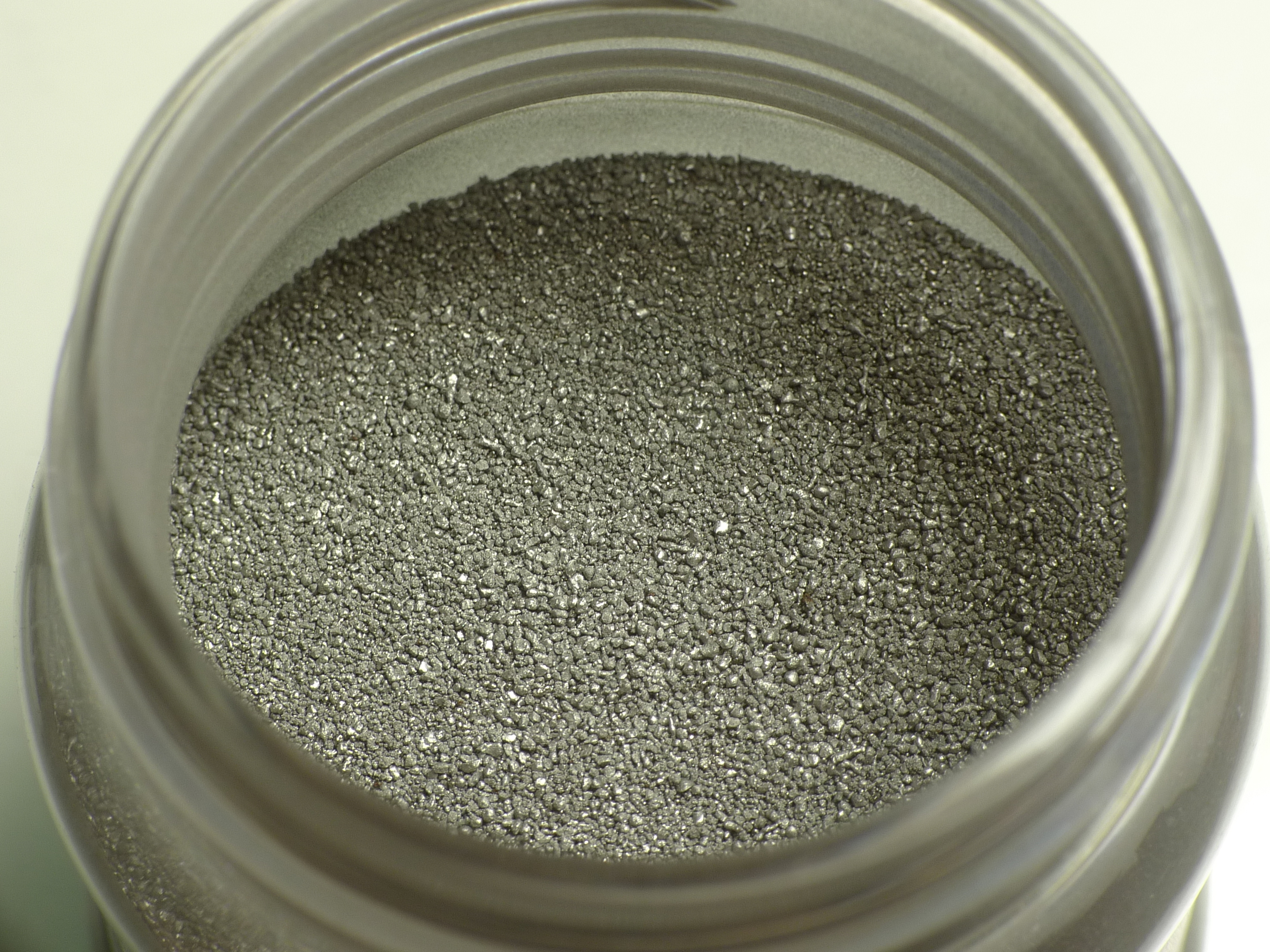
مسحوق من الحديد.

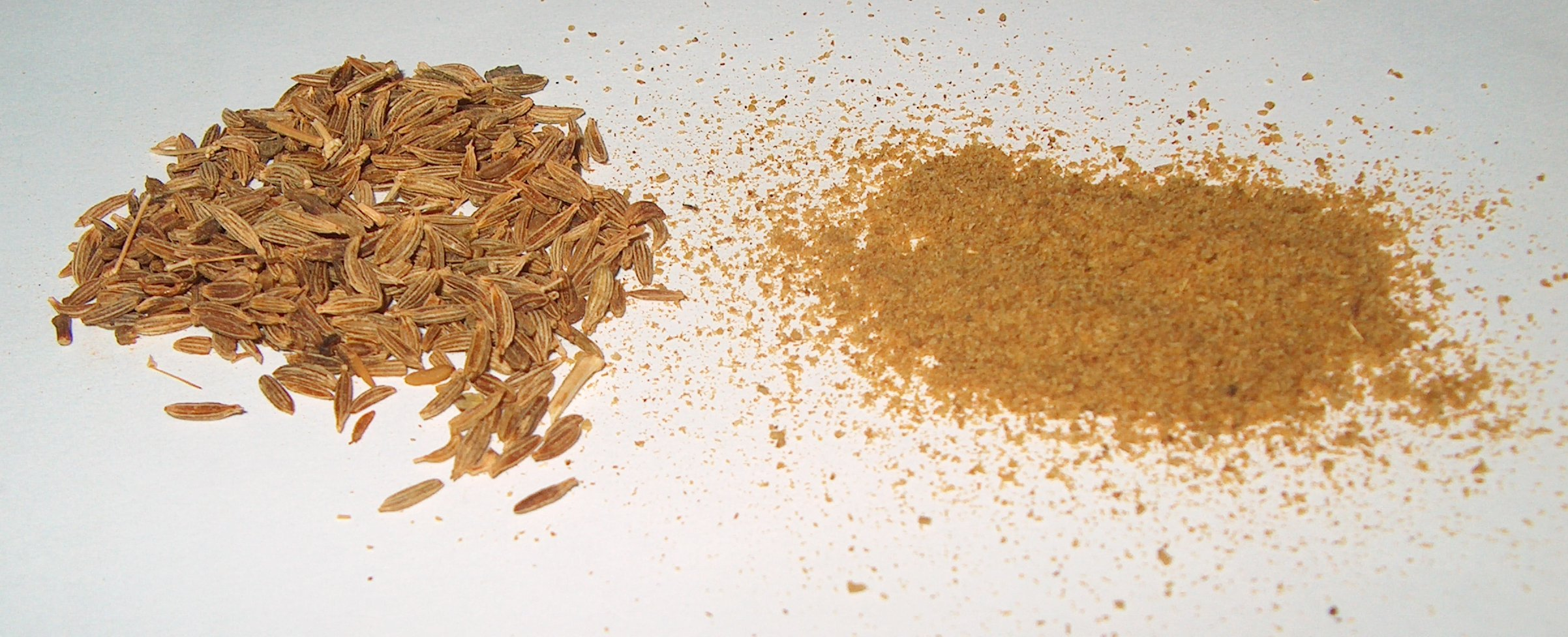
حبوب الكمون ومسحوقها.

المسْحُوقُ (الجمع: مَسَاحِيْق) أو الدُّقاق أو الدُّقَّة في الكيمياء، صفة للمادة الصلبة عندما توجد على شكل دقائق صَغيرة.
المسحوق عبارة عن مادة جافة، ومعظمها صلبة تتألف من عدد كبير من الجسيمات الدقيقة جدا التي قد تتدفق بحرية عندما تهتز أو تكون مائلة. المسحوق هي فئة فرعية خاصة من المواد الحبيبية الثانية، على الرغم من أن مصطلحات المسحوقات الحبيبية تستخدم أحيانا للتمييز بين فئات منفصلة من المواد. على وجه الخصوص،' المساحيق تشير إلى تلك المواد الحبيبية التي لديها مقاسات حبيبية أدق، وبالتالي أن لديها ميل أكبر لتشكيل كتل عندما تتدفق. Granulars المواد الخشنة الحبيبية تشير إلى المواد التي لا تميل إلى تشكيل كتل إلا عندما تكون رطبة.

## الانواع
أمثلة للمساحيق وتشمل الدقيق والتربة القهوة، حليب مجفف، مساحيق مستحضرات التجميل، بارود، مسحوق السكر الثلج الدقيق، الغبار المنزلي، الرماد البركاني، والطبقة العليا من سطح القمر تراب، حبر آلة النسخ، وكثير الأدوية.
وقد تم دراسة المساحيق بقدر كبير من التفصيل لما لها من أهمية في الصناعة والطب وعلوم الأرض، من قبل المهندسين الكيميائين والمهندسين الميكانيكيين، الكيميائين والفيزيائين، الجيولوجيين، وأيضا الباحثين في التخصصات الأخرى.
هناك أنواع أخرى من المساحيق مثل مساحيق الأنف، مسحوق الحقن، ومسحوق عن طريق الفم، ومساحيق «extamporaneous» على الجلد

## الخواص الميكانيكية
عادة، يمكن ضغط المسحوق أو تحويله إلى مجموعة أكبر بكثير من الكثافة الظاهرية، ويمكن للمادة الخشنة الحبيبية أن تكون مسحوق خفيف جدا ورقيق، عندما تودع عن طريق الرش، أو عند هزها أو ضغطها قد تصبح كثيفة جدا بحيث تفقد قدرتها على التدفق. كثافة الجزء الأكبر من الرمل الخشن، لا يختلف على نطاق ملموس من ناحية أخرى.
سلوك التكتل من المسحوق ينشأ بسبب قوة فان دير فالس وهي الجزيئية التي تسبب تماسك الحبيبات الفردية بعضها البعض. في الواقع، هذه القوة موجودة ليس فقط في المساحيق، ولكن في الرمال والحصى، أيضًا. ومع ذلك، في مثل هذه المواد الحبيبية الخشنة قصور الوزن الذاتي للحبيبات الفردية، هو أكبر بكثير من قوى فان دير فالس الضعيفة جدا، وبالتالي فإن المتمسك الصغير بين الحبوب لا يكون له التأثير المهيمن على سلوك الجزء الأكبر من المواد. عندما تكون الحبيبات صغيرة جدا وخفيفة الوزن فإن قوة فان دير فالس تقوم بذلك وتصبح الغالبة فقط، مما تتسبب تجمع المواد مثل المسحوق.
العديد من السلوكيات الأخرى للمسحوق هي مشتركة بين جميع المواد الحبيبية. وتشمل هذه التفرقة، التقسيم الطبقي، والتشويش «unjamming»، الهشاشة، وفقدان الطاقة الحركية، الاحتكاك القص، الضغط و [إتساع رينولدز].

## نقل المسحوق
ويتم نقل المساحيق في الغلاف الجوي بشكل مختلف من المواد الحبيبية الخشنة. لسبب واحد، الجزيئات الصغيرة يكون الجمود فيها قليلا بالمقارنة مع قوة سحب الغاز الذي يحيط بها، وذلك فإنها تميل إلىالذهاب مع التدفق بدلا من السفر في خطوط مستقيمة.
لهذا السبب، الأخطار من المساحيق كبيرة، في حالة الإستنشاق. الجزيئات الكبيرة لا يمكن ان تتحرك مع موجات الهواء، وأيضًا من خلال دفاعات الجسم في الأنف والجيوب الأنفية، ولكن تحدث الإضراب وتتعلق بالأغشية المخاطية للجسم. ثم بعد ذلك تطرد الجسيمات وتنتقل للخارج مع الافرازات المخاطية للجسم. الجسيمات ألاصغر من ناحية أخرى يمكنها السفر على طول الطريق إلى الرئتين ولا يمكن طردها. في بعض الأحيان قد تسبب أمراض خطيرة وقاتلة مثل التترب الرئوي بالسيلكا وذلك نتيجة التعامل مع بعض المساحيق دون حماية الجهاز التنفسي الكافية.
نجد اليورانيوم الذي ينتشر في الهواء على شكل غبار يمكن تنفسه وهو دقيق جداً، إنه يذهب كهواء إلى مجرى الدم،

## أخطار الحريق من المساحيق
العديد من المساحيق المشتركة في الصناعة هي القابلة للاشتعال؛ ولا سيما المعادن أو المواد العضوية مثل الدقيق. المساحيق لها مساحة سطح عالية جدا، فإنها يمكن أن تكون قابلة للاحتراق، مع قوة الانفجار مرة واحدة عند اشعالها. مثل مطاحن الدقيق يمكن أن تكون عرضة لمثل هذه الانفجارات إذا لم توجد جهود تخفيف مناسبة للغبار.
بعض المعادن تصبح خطرة خاصة في شكل مسحوق، ولا سيما التيتانيوم.

## الاستخدامات

### المساحيق الجافة لاطفاء الحرائق
المساحيق الجافة DRY POWDER التي تستخدم لإطفاء حرائق المعادن (النوع D)، بعضها يمكنه إطفاء حرائق أنواع عديدة من المعادن، والبعض الآخر يختص بمعدن معين، وتركيبات بعض هذه الأنواع معروفة مثل:
مسحوق الكلوريد الثلاثى «Tertiary Eutectic Chloride» T.E.C. ويتكون من: كلوريد الباريوم – كلوريد بوتاسيوم – كلوريد الصوديوم، وهذا المسحوق يصلح لإطفاء حرائق الفلزات مثل: الماغنيسيوم والصوديوم والبوتاسيوم.
كذلك أمكن الاستفادة من ملح الطعام (كلوريد الصوديوم) في إنتاج مسحوق لإطفاء حرائق الماغنسيوم، وذلك بأن يضاف إليه مسحوق فوسفات ثلاثى الكالسيوم «Tricalcium Phosphate».
كذلك مسحوق البورون الذي يستخدم في إطفاء حرائق الماغنسيوم والذي يتكون أساسا من ثالث اوكسيد البورون Boron Trioxide.

### الصيدلة
هي أشكال صيدلانية صلبة ناعمة أو خشنة يمكن أن تكون بسيطة (مادة واحدة فقط) أو مركبة (عدة مواد)، وهي الأساس في 99% من الأشكال الصيدلانية الأخرى.

#### تصنيف المساحيق
- حسب درجة النعومة:
- فائقة النعومة: أقل من 1µ.
- ناعمة جداً Very Fine: 1-100µ.
- ناعمة Fine: 100-150µ.
- معتدلة الخشونة Moderately Coarse (نصف ناعمة): 0.5-1ملم.
- خشنة Coarse: 1-5ملم.
- خشنة جداً Very Coarse: 5 -10ملم.

أمثلة:
- في القطورات العينية: 1- 50µ.
- في المراهم الجلدية: 50-100µ.
- في الشرابات: 50-150µ.
- في الذرور (النشوقات): 0.5-5µ.

ونحصل على هذه الأبعاد باستخدام المناخل الدستورية المثبتة بحامل واحد والمرقمة حسب الأبعاد.
حسب الجرعة:
مجزأة Divided: كبسولات - مضغوطات - باكيت - رزمة.
غير مجزأة Undivided: مسحوق أطفال- مسحوق تنظيف الأسنان (معجون)... الخ.
ميزات المساحيق:
- يمكن معالجة المساحيق وتحويلها إلى جرعات صغيرة فردية أو كبيرة.
- أكثر ثباتاً من المحاليل.
- أسرع امتصاصاً من قبل العضوية، فكلما زادت نعومة المسحوق كلما زاد السطح النوعي للمادة وبالتالي يزيد من سرعة الانحلال مما يزيد من سرعة الامتصاص.

مساوئ المساحيق:
- عدم دقة الجرعة.
- تعرضها للعوامل الجوية يؤدي إلى تخريبها.
- عدم تقبلها من قبل المريض.
- النعومة الزائدة قد تؤدي إلى التكتل.

## وصلات خارجية
- powder filling machine[وصلة مكسورة]